# Oenothera nana
Oenothera nana là một loài thực vật có hoa trong họ Anh thảo chiều. Loài này được Griseb. mô tả khoa học đầu tiên năm 1874.